# Liste der Monuments historiques in Duesme
Die Liste der Monuments historiques in Duesme führt die Monuments historiques in der französischen Gemeinde Duesme auf.

## Liste der Immobilien
| Bezeichnung       | Beschreibung                                                     | Standort                             | Kennzeichnung | Schutzstatus | Datum | Bild           |
| ----------------- | ---------------------------------------------------------------- | ------------------------------------ | ------------- | ------------ | ----- | -------------- |
| Château de Duesme | Burg, 13. und 14. Jahrhundert, 1595 entfestigt, 1763 abgebrochen | südöstlich oberhalb des Ortes (Lage) | PA21000035    | Inscrit      | 2006  | weitere Bilder |